# Liste des monitors de l'United States Navy
La liste qui suit est la liste des monitors de l'United States Navy. Les noms des navires ici présentés sont les plus connus, ces bâtiments ayant souvent changé de nom au cours de leur carrière opérationnelle.
Les monitors tirent leur nom du premier d'entre eux, l'USS Monitor, conçu par l'ingénieur John Ericsson en 1861. Il s'agit de navires bas sur l'eau, propulsés grâce à la vapeur, protégés par une coque en acier et armés d'une ou deux tourelles situées sur le pont, à l'inverse des traditionnelles bordées de canons. Le fait qu'ils naviguent bas sur l'eau signifie également que les navires de ce type ne peuvent s'aventurer en haute mer, sauf exceptions, et qu'il existe toujours un risque de voie d'eau ; toutefois, cela permet de diminuer les coûts de construction étant donné que la coque est bien moins conséquente que sur un navire traditionnel.
Succédèrent aux monitors les croiseurs cuirassés et les cuirassés.

## Monitors de rivière
- USS Ozark (1863)

### Classe Neosho

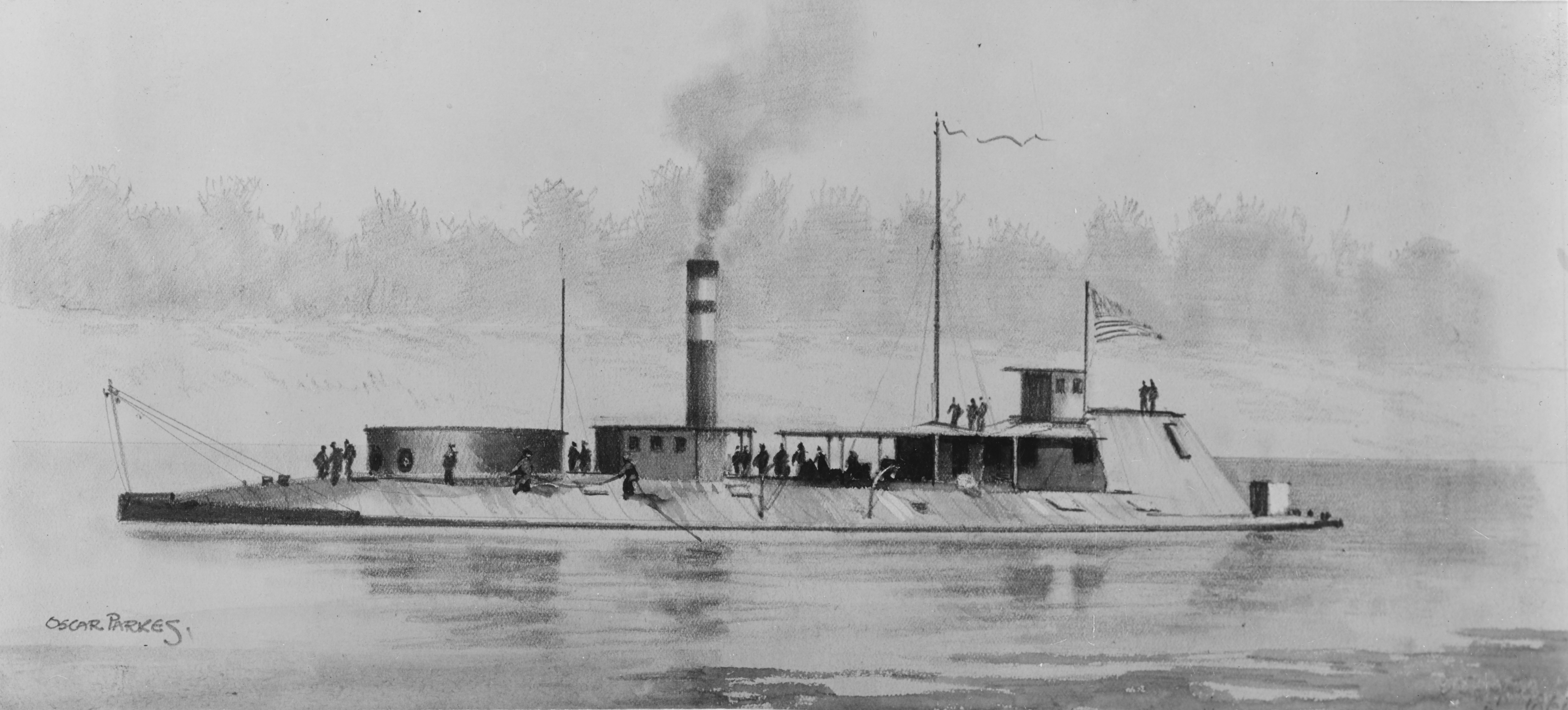
L' vu par Oscar Parkes.

- USS Neosho (1863)
- USS Osage (1863)

### Classe Marietta
- USS Marietta (1864)
- USS Sandusky (1865)

## Monitors de port
- USS Roanoke (1855)

### Classe Casco

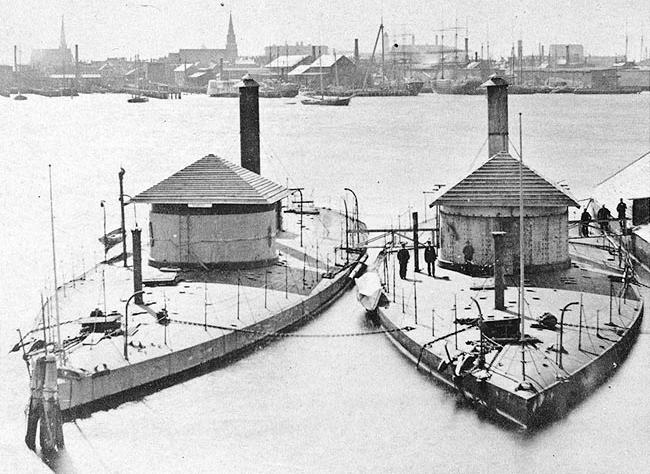
Les monitors de la classe Casco et.

- USS Casco (1864)
- USS Chimo (1864)
- USS Cohoes (1867)
- USS Etlah (1864)
- USS Klamath (1865)
- USS Koka (1865)
- USS Modoc (1865)
- USS Napa (1862)
- USS Naubuc (1864)
- USS Nausett (1865)
- USS Shawnee (1865)
- USS Shiloh (1863)
- USS Squando (1865)
- USS Suncook (1865)
- USS Tunxis (1864)
- USS Umpqua (1865)
- USS Wassuc (1865)
- USS Waxsaw (1865)
- USS Yazoo (1865)
- USS Yuma (1865)

## Monitors côtiers

L' dessiné par Oscar Parkes.

- USS Monitor

### Classe Passaic
- Passaic
- Montauk
- Nahant
- Patapsco
- Weehawken
- Sangamon
- Catskill
- Nantucket
- Lehigh
- Camanche

### Classe Canonicus
- Canonicus
- Saugus
- Tecumseh
- Manhattan
- Mahopac
- Wyandotte
- Ajax
- Catawba
- Oneota

### Classe Milwaukee
- Milwaukee
- Winnebago
- Chickasaw
- Kickapoo

## Monitors de mer
- USS Dictator (1863)
- USS Onondaga (1863)
- USS Puritan (1864)

### Classe Miantonomoh
- USS Miantonomoh (1863)
- USS Monadnock (1864)
- USS Agamenticus (1863)
- USS Tonawanda (1864)

### Classe Kalamazoo
- USS Kalamazoo (1863)
- USS Passaconaway (1863)
- USS Quinsigamond (1864)
- USS Shakamaxon (1863)

## Monitors de la «Nouvelle Navy»

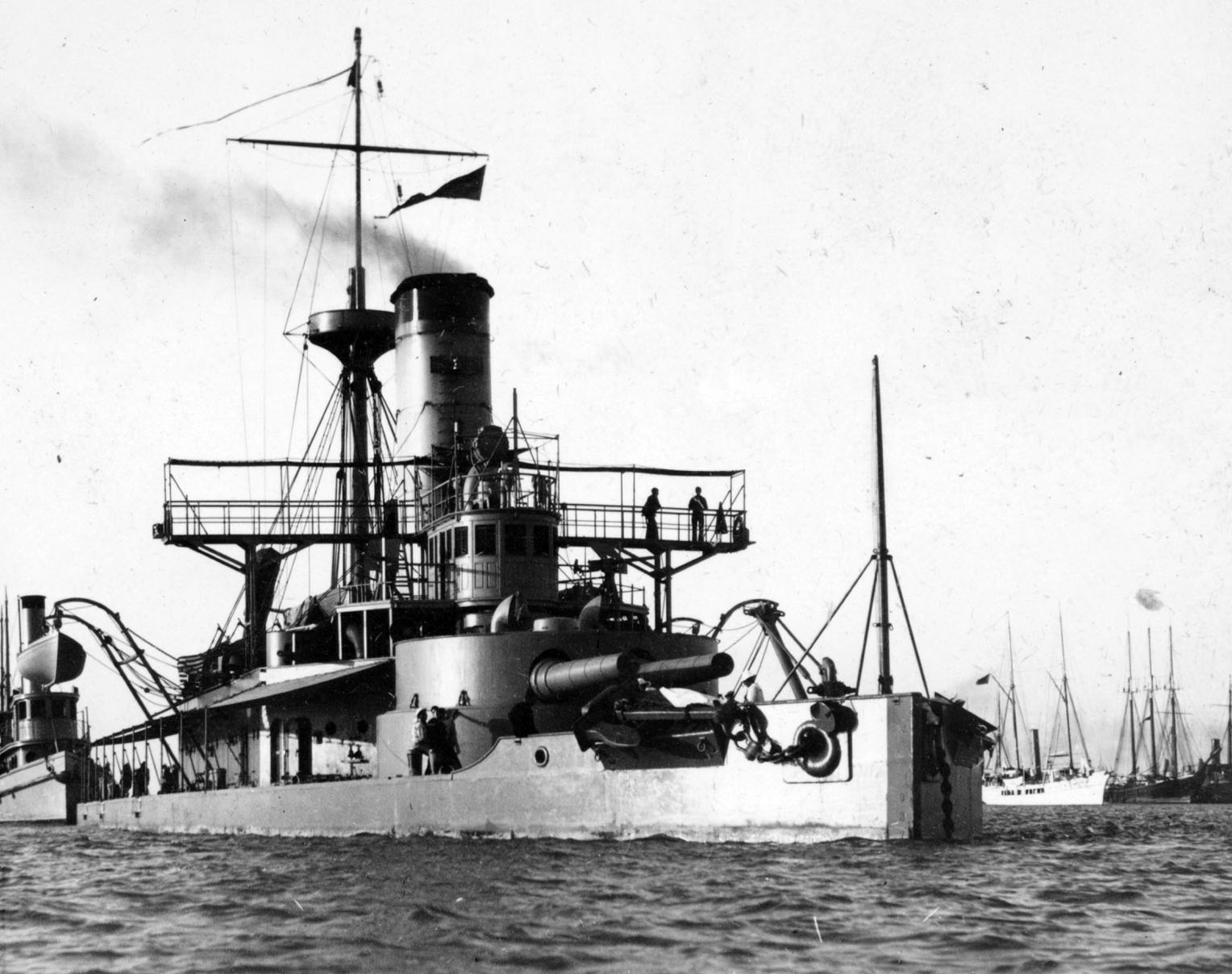
Le nouveau vers 1898.

Les cinq premiers monitors de cette section sont d'anciens navires de l'époque de la Guerre de Sécession qui ont été modifiés. Les autres unités sont des navires entièrement nouveaux, plus larges et dotés de capacités opérationnelles plus nombreuses que leurs prédécesseurs.

### Classe Puritan
- Puritan

### Classe Amphitrite
- Amphitrite
- Monadnock
- Terror
- Miantonomoh

### Classe Monterey
- Monterey

### Classe Arkansas
- Arkansas
- Nevada
- Florida
- Wyoming

## MoniteursBrown Water Navy
L'US Navy créa sa première Mobile Riverine Force (MRF - force mobile fluviale) depuis la Guerre de Sécession lors de la guerre du Viêt Nam. Des Landing Craft Mechanized (LCMs) de 17 mètres de long (56 pieds) furent utilisés et convertis en 24 monitors fluviaux en République du Viêt Nam entre 1966 et 1970. Il s'agissait d'une unité distincte de la MRF qui comptait déjà des swift boats (PCFs) et des PBRs, des patrouilleurs fluviaux, déjà en service dans ce pays.
Les 24 monitors furent divisés en deux groupes : le programme 4 et le programme 5. 10 monitors du programme 4 arrivèrent au Vietnam et furent équipés d'un canon de 40 mm dans une tourelle Mk52 tandis que les 8 suivants, du programme 5 (désignés comme monitors « H ») furent équipés d'un obusier M49 de 105 mm dans une tourelle T172. À cause d'une pénurie d'obusiers M49, la Navy convertit les six unités restantes du programme 5 en lance-flammes (monitors « F ») de type M10-8, montés sur une tourelle M8.
Les premiers monitors du programme 4 furent désignés comme River Assault Division (RAD), désignation présente sur leur coque. Plus tard, seuls les numéros de coque figurèrent sur les bâtiments.

### River Assault Flotilla One Program4
Équipés d'un canon de 40 mm
- River Assault Division 91[1]
  - M-91-1
  - M-91-2
  - M-91-3
  - C-91-1 (CCB : Command Communications Boat - monitor de commandement)

- River Assault Division 92[1]
  - M-92-1
  - M-92-2
  - C-92-1

- River Assault Division 111[1]
  - M-111-1
  - M-111-2
  - M-111-3
  - C-111-1

- River Assault Division 112[1]
  - M-112-1
  - C-112-1

### River Assault Flotilla One Program5
Équipés d'un obusier de 105 mm et d'un lance-flammes
- M-1[1]
- M-2[1]
- M-3
- M-4
- M-5
- M-6
- M-7
- M-8

- Z-1[1]
- Z-2
- Z-3
- Z-4
- Z-5
- Z-6

## Navires similaires

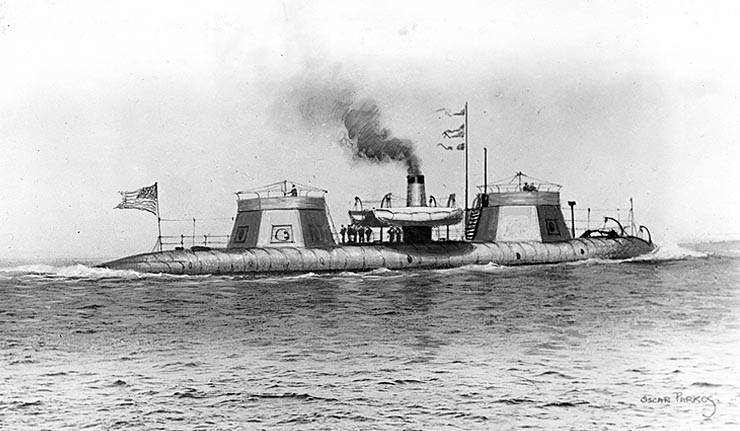
Le Keokuk.

- USS Keokuk (1862)
- USS Spuyten Duyvil (1864)
- USS Katahdin (1893)

### Ouvrages
- (en) Norman Friedman, US Small Combatants : An Illustrated Design History, Annapolis, US Naval Institute Press, 1987, 529 p. (ISBN 0-87021-713-5)
- (en) Angus Konstam, Union River Ironclad 1861-65, Oxford, Osprey Publishing, coll. « New Vanguard », 2002, 48 p. (ISBN 978-1-84176-444-3)
- (en) Williams Roberts, Civil War ironclads : the U. S. Navy and industrial mobilization, Baltimore, Johns Hopkins University Press, 2002, 285 p. (ISBN 0-8018-6830-0, lire en ligne)
- (en) Gordon Rottman, Vietnam Riverine Craft 1962-75, Oxford, Osprey Publishing, coll. « New Vanguard », 2006, 48 p. (ISBN 978-1-84176-931-8)